# Kathrin Zimmermann
Kathrin Zimmermann (República Democrática Alemana, 22 de diciembre de 1966) es una nadadora alemana retirada especializada en pruebas de estilo espalda, donde consiguió ser subcampeona olímpica en 1988 en los 200 metros.

## Carrera deportiva
En los Juegos Olímpicos de Seúl 1988 ganó la medalla de plata en los 200 metros espalda, con un tiempo de 2:10.61 segundos, tras la húngara Krisztina Egerszegi y por delante de la también alemana Cornelia Sirch.
En el Campeonato Mundial de Natación de 1986 celebrado en Madrid ganó tres medallas: oro en 4x100 metros estilos, plata en 100 metros espalda y bronce en 200 metros espalda.